# 23 Beekman Place
23 Beekman Place, también Paul Rudolph Apartment & Penthouse, es un edificio de apartamentos entre las calles 50 y 51 en el barrio de Turtle Bay de Manhattan en Nueva York (Estados Unidos). Construido hacia 1869 como una residencia de piedra rojiza de cinco pisos, fue rediseñada sustancialmente a fines del siglo XX por Paul Rudolph, un arquitecto estadounidense y ex decano de la Universidad de Yale. Es uno de los pocos proyectos conocidos que diseñó Rudolph en la ciudad.
La casa es parte de un enclave residencial aislado que rodea Beekman Place. Consiste en la residencia original de piedra rojiza, junto con un ático esquelético de acero de cuatro pisos con paneles de pared de hormigón, que está ligeramente en voladizo sobre la calle. Las paredes traseras contienen ventanas de ancho completo con vistas al East River, mientras que los interiores contienen techos altos y planos de planta abiertos. Durante su estancia en el edificio, desde la década de 1960 hasta la de 1990, Rudolph ajustó constantemente la distribución interior. El penthouse originalmente recibió comentarios negativos de los vecinos, quienes expresaron su preocupación de que llamaría demasiado la atención sobre el área y bloquearía sus propias vistas del río.
El edificio era originalmente una piedra rojiza junto con las otras estructuras de la zona. En la primera mitad del siglo XX, fue ocupada por la actriz Katharine Cornell y la directora y productora Guthrie McClintic, que estaban casadas. A partir de 1961, Rudolph alquiló un apartamento de un cuarto piso en el 23 de Beekman Place, y finalmente compró todo el edificio en 1976. Después de eso, Rudolph reconstruyó el edificio de 1977 a 1982, construyendo el ático de acero sobre los apartamentos de mampostería existentes. Después de la muerte de Rudolph en 1997, el edificio fue vendido a la familia Boyd y luego a Stephen Campus, quienes renovaron el interior. La Comisión de Preservación de Monumentos Históricos de Nueva York designó la casa como un lugar emblemático en 2010.

## Sitio
El Paul Rudolph Apartment & Penthouse se encuentra en 23 Beekman Place en el barrio Turtle Bay de Manhattan en Nueva York. Está a lo largo de la acera este de Beekman Place, entre la calle 50 al sur y la calle 51 al norte. El edificio tiene un área de 190 m², un frente de 6,1 m largo de Beekman Place, y una profundidad de 30,5 m. Según el Departamento de Planificación Urbana de Nueva York, el edificio tiene una superficie bruta de 863 m².
La parcela que actualmente corresponde a 23 Beekman Place fue una vez parte de la finca de James Beekman, un descendiente del colono holandés Willem Beekman. Beekman Place, que se extiende a dos cuadras de la calle 49 a la 51, fue diseñada en la década de 1860 y originalmente estaba flanqueada por residencias de piedra rojiza de cuatro pisos. Se había desarrollado como un enclave residencial porque la topografía era más alta en comparación con el resto del vecindario. Con el aumento de la inmigración desde Europa a finales del siglo XIX y principios del XX, los residentes acomodados de la zona dieron paso a trabajadores empobrecidos empleados en los depósitos de carbón del East River, aunque la rehabilitación de Beekman Place comenzó en la década de 1920.

## Diseño
23 Beekman Place está diseñado en dos partes distintas: la estructura original de mampostería de cinco pisos, así como un penthouse de cuatro pisos en la parte delantera y trasera. El edificio original comprende el primer piso ligeramente deprimido y del segundo al cuarto piso. El ático consta del sexto al noveno piso. La fachada oeste da a Beekman Place y es visible desde la calle 50, y la fachada este da al Franklin D. Roosevelt East River Drive (FDR Drive) y al East River.
La estructura original, que data de la década de 1860, fue rediseñada a finales del siglo XX por el arquitecto Paul Rudolph, expresidente de la Escuela de Arquitectura de la Universidad Yale. Rudolph completó al menos otros cinco edificios en la ciudad.  Al final de su carrera, Rudolph diseñó edificios en el Sudeste Asiático, y su renovación del 23 Beekman Place incluyó algunos aspectos de estos proyectos. El estilo de Rudolph se consideró dentro de los modernos de la "segunda generación", y generalmente respetó los estilos preexistentes, incluida la estructura de la piedra rojiza existente en 23 Beekman Place. Aunque técnicamente es una alteración, 23 Beekman Place se encuentra entre las pocas estructuras restantes de Nueva York diseñadas por arquitectos o artistas como sus propias residencias. Dentro de Turtle Bay, otros ejemplos incluyen Morris B. Sanders Apartment y Lescaze House.

### Fachada
Rudolph experimentó con materiales industriales, como el hormigón, aunque no lo utilizó como material primario en algunas de sus principales obras. El ático estaba hecho de acero, cuyas secciones expuestas pintó de marrón, contrastando así con la fachada de hormigón más claro de la base. Los propios paneles de hormigón eran de color claro, similar a la base.

#### Base

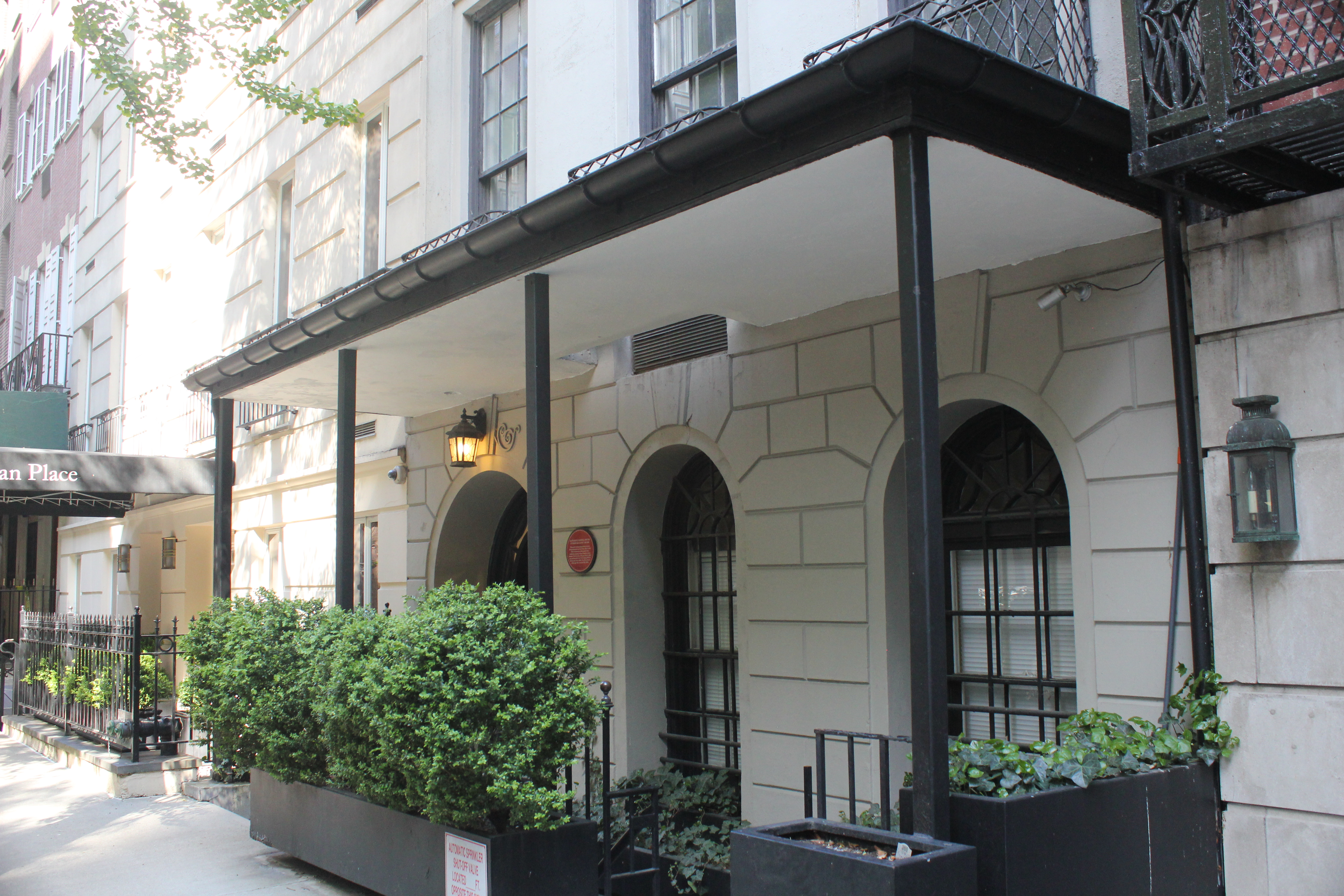
Pórtico

El primer piso, ligeramente deprimido debajo del nivel de la acera, contiene una fachada de piedra rústica y tres aberturas de arco de medio punto. En la abertura más al norte, a la izquierda de la fachada de Beekman Place, hay una puerta de entrada que es más ancha que las otras dos aberturas. La entrada es accesible por un conjunto de escalones que descienden de la acera. En la piedra angular sobre la entrada hay una lámpara de metal y vidrio con relieves decorativos a ambos lados. La entrada contiene un arco, puerta con paneles de madera diseñada en estilo adamesque, junto con un travesaño arqueado que rodea la puerta. Frente al primer piso de Beekman Place, hay cuatro columnas que rodean un toldo de metal pintado de negro. La pared también tiene una placa al lado de la puerta, así como una cámara junto a la ventana más a la derecha.
En la fachada oeste, hay tres ventanas en cada uno de los pisos segundo al quinto. Las ventanas del segundo piso constan de nueve sobre nueve ventanas, y la parte inferior de cada ventana está cubierta por una pequeña baranda metálica decorativa. Los pisos tercero a quinto tienen ventanas de guillotina doble con alféizares debajo. Sobre cada una de las ventanas del tercer piso hay grandes piedras angulares, que se extienden hacia arriba hasta una cornisa festoneada que corre justo debajo del cuarto piso. La ventana central en cada uno de los pisos tercero al quinto tiene una unidad de aire acondicionado debajo. En la fachada este del primer al quinto piso, hay balcones que se extienden por todo el ancho de la casa, con vista a FDR Drive. La parte este de la fachada sur en los pisos cuarto y quinto es visible desde el sureste, con pequeñas ventanas rectangulares en estos pisos.

#### Ático
El ático, del sexto al noveno piso, consta de paneles de metal y vigas en I de acero, así como paredes de paneles de hormigón. A lo largo del lado oeste de la casa, los voladizos del ático de aproximadamente 1,5 m sobre Beekman Place. La parte inferior del voladizo tiene una rejilla a la izquierda (norte) y una abertura vacía a la derecha (sur). Las paredes norte y sur del voladizo tienen varios paneles de hormigón cada una, mientras que la pared oeste tiene un gran panel de hormigón. El techo del voladizo contiene una terraza en el lado sur y una escalera entre los pisos séptimo y octavo en el lado norte. El voladizo estaba destinado a proporcionar espacio adicional para la habitación de invitados, así como para la escalera de la terraza, pero también sirvió para aumentar la privacidad de los pisos superiores. El voladizo era inusual para el área principalmente residencial que lo rodea, aunque Rudolph a menudo había incluido voladizos en su trabajo anterior. Como había escrito en 1954, a Rudolph no le gustaba la "tiranía de las calles interminables" y deseaba que algunos diseños sobresalieran de la calle para crear un punto de interés estético.

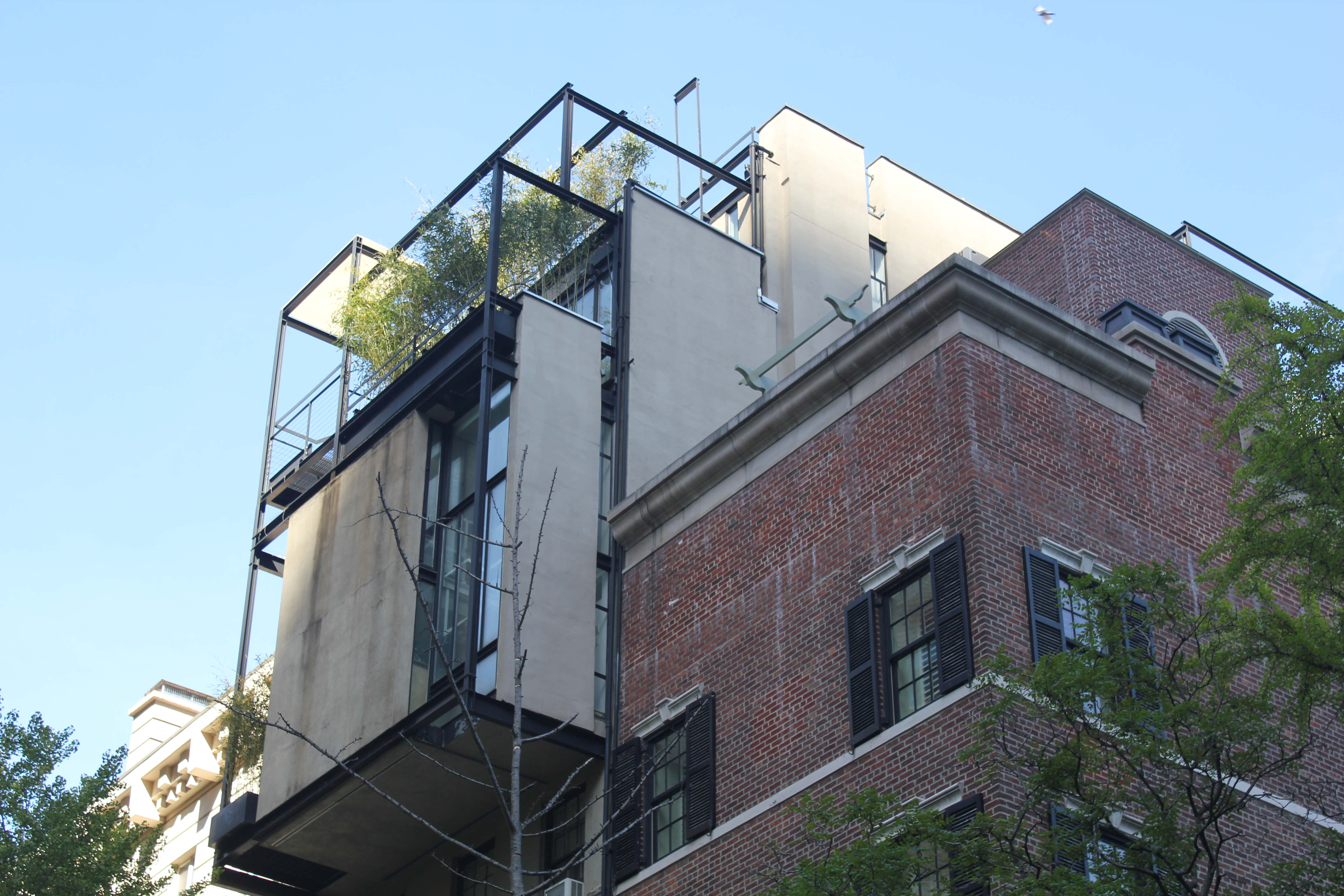
Ático en Beekman Place

La parte trasera del ático contiene balcones de ancho completo que dan a FDR Drive, similares a los de la base. El extremo este del muro sur del sexto piso contiene una pequeña ventana rectangular, visible desde el sureste, mientras que el extremo este del muro sur del séptimo piso contiene una amplia ventana rectangular separada por parteluces verticales y paneles de vidrio. El extremo este de la fachada norte del ático es parcialmente visible y consta de un marco de acero. Los voladizos del ático estaban destinados a parecerse a una "plataforma flotante" con vistas al East River. El ático tiene cinco niveles de terrazas, que Rudolph colgó con plantas y otras plantas para mitigar el efecto de la estructura de acero. Según uno de sus asociados, Rudolph inicialmente luchó por crear una disposición satisfactoria de vegetación, pero las plantas estaban "llenas y abundantes" antes de morir.
El ático incluye una terraza con un piso de rejilla metálica que sobresale de la calle varios pisos más abajo, en lo que la revista Progressive Architecture llamó "un pórtico de la nada". William Grindereng, que una vez se quedó en el apartamento de Rudolph mientras este último estaba de viaje, encontró que las vistas eran "realmente aterradoras". Según Grindereng, "Le mencioné esto a Rudolph cuando regresó. Él dijo: 'Sí, tengo miedo de salir yo mismo' ".

### Interior
Cuando Rudolph se mudó a la casa en la década de 1960, configuró su apartamento del cuarto piso con espejos, iluminación expuesta y cortinas compuestas por discos de plástico. Tres ventanas en la parte trasera del cuarto piso se combinaron en una ventana grande. Las cortinas estaban formadas por hilos de nailon con espejos de disco, lo que permitía mostrar la iluminación del interior por la noche, al mismo tiempo que lo hacía casi invisible desde el exterior durante el día. Rudolph también instaló un piano de cola frente a la entrada de su apartamento. Para personalizar aún más su espacio, instaló parte de una valla publicitaria a lo largo de una pared de su dormitorio, así como carteles de compañías de gasolina a lo largo de la pared de su cocina. Rudolph también construyó sus propias estanterías; instaló muebles, paneles y puertas de plástico para darle un carácter unido a su pequeño departamento; y decoró sus espacios en blanco. Su sala de estar tenía una plataforma de asientos en voladizo, y su mobiliario incluía alfombras de piel de cabrito y mesas con tablero de vidrio transparente. Las plataformas bajas en voladizo en su sala de estar tenían iluminación debajo, dando la impresión de que las plataformas estaban flotando.
En la década de 1970, Rudolph rediseñó en gran medida toda la casa y construyó el ático. Durante esta renovación, instaló pisos y plataformas alfombrados de color beige, con iluminación de tubos de plástico incrustados en los pisos y estanterías. La chimenea de su dormitorio también estaba revestida de espejos. En los pisos superiores había un jacuzzi, en el fondo del cual había un tragaluz que miraba hacia abajo unos 9,1 m. En el dormitorio de invitados, el lavabo contiene un tragaluz que da a otro dormitorio, mientras que la cabina de ducha tiene puertas de vidrio que se abren a un balcón sobre la calle. Rudolph comparó los espacios brillantes con "vivir en una botella de leche". Rudolph evitó en gran medida los muebles, optando en cambio por muebles empotrados, como un sofá cama con almohadas que se podían unir a resortes. Los materiales primarios utilizados fueron acero pintado de color marrón, vigas metálicas, paneles de hormigón, acrílico y mylan. Cuando los contratistas renovaron el edificio en la década de 1970, encontraron un trozo de yeso con las palabras melamine everything, refiriéndose a la melamina utilizada en la cocina y probablemente data de sus accesorios de la década de 1960.
La residencia del ático de Rudolph se caracterizó en gran parte por límites oscurecidos, lo que se debió en parte a sus materiales brillantes y espacios de vida de varios niveles. Al ascensor desde el nivel del suelo hasta su residencia, en el que cabía una persona a la vez, se llegaba por un pasillo con nichos iluminados y decorados con soldaditos de juguete. La cabina del ascensor en sí no tenía techo, junto con paredes y pisos transparentes; se eliminó a principios de la década de 2000. En los pisos sexto y séptimo, la parte del ático que daba a Beekman Place tenía una habitación para invitados. La bañera de lucita que cuelga sobre la cocina era un aspecto muy popular de 23 Beekman Place, ya que la base de la bañera es translúcida. Las escaleras no tenían barandillas ni contrahuellas, que en un momento asustó a la señora de la limpieza de Rudolph. El escritor Joseph Giovannini recordó haber visitado la casa en la década de 1980 y haber colocado una copa de vino en lo que supuso que era un estante transparente, solo para que cayera tres pisos. Giovannini dijo que una vez se llevaron a otro invitado en una camilla después de desorientarse, un evento que Rudolph recordó "con alegría traviesa".
El ático se organizó en cuatro pisos vinculados, pero el centro del apartamento se coloca en varias terrazas y plataformas. Se consideró que el ático tenía 15, 17, 27, o 30 niveles distintos. Cuando Rudolph renovó el edificio en la década de 1970, el frente del sexto piso estaba ocupado por la habitación de invitados del ático, pero la parte trasera era parte de otra unidad que abarcaba el quinto y sexto piso. A 2017, el penthouse tiene un dormitorio cada uno en el sexto, octavo y noveno piso; una sala de estar en el séptimo piso; comedor y cocina en el octavo piso; y terrazas delanteras y traseras en los pisos séptimo al noveno. Hay tres residencias dúplex adicionales debajo del ático. Los pisos inferiores se habían modificado en menor medida que el ático. Después de la muerte de Rudolph, la unidad más baja permaneció en gran parte en las mismas condiciones que estaba después de la Segunda Guerra Mundial.

## Historia
23 Beekman Place se construyó en la década de 1860, al igual que las casas adosadas circundantes, y originalmente tenía una escalinata frente a ella. Según el Departamento de Planificación Urbana, el edificio se completó hacia 1869. Maria L. Higgins fue propietaria de la casa de la ciudad hasta 1906, cuando la vendió a Charles P. Schmid, secretario de la Schaefer Brewing Company. O Schmid o Higgins eliminaron la escalinata de la estructura original y dividieron la casa en dos apartamentos. Schmid y su familia vivían en el edificio en la década de 1910, al igual que Roger Howson (más tarde bibliotecario jefe de la Universidad de Columbia ) y su familia. Schmid murió en su casa en 23 Beekman Place en 1911. Su viuda hipotecó la propiedad en 1915 a Rudolph J. Schaefer, director de la Schaefer Brewing Company.

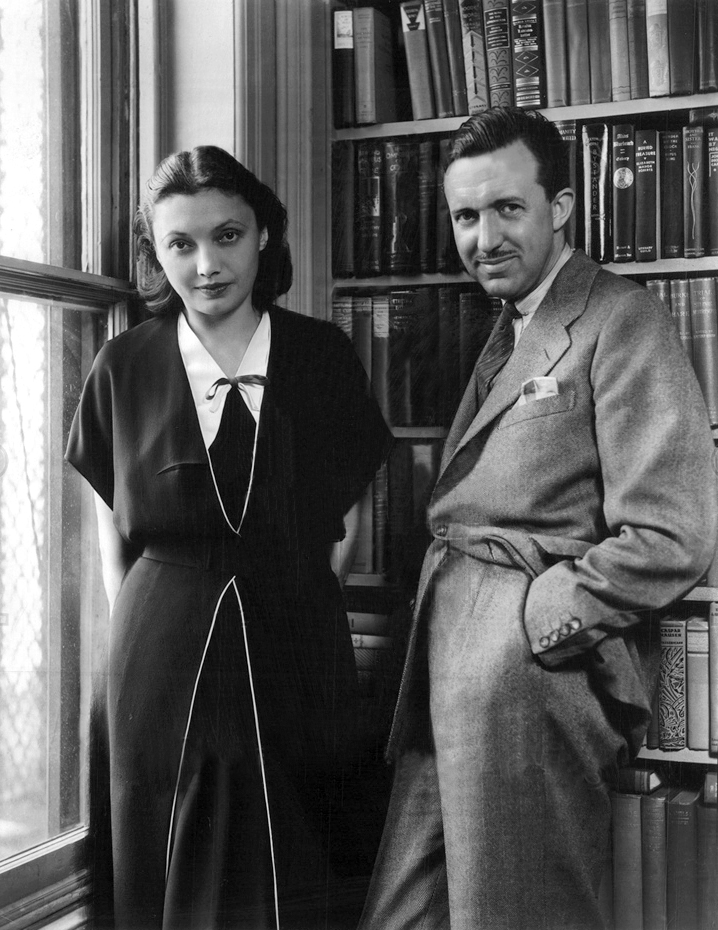
Katharine Cornell y Guthrie McClintic en la biblioteca de su casa en 23 Beekman Place (1933)

En 1922, la actriz Katharine Cornell y su esposo director y productor Guthrie McClintic compraron 23 Beekman Place a la familia Schmid. Cornell recordó más tarde que el área era, en ese momento, "prácticamente un tugurio". La casa había sido comprada con los ingresos de McClintic de The Dover Road, la primera producción que había dirigido. Según la Comisión de Preservación de Monumentos Históricos de Nueva York (LPC), la vida privada de la pareja era relativamente desconocida en comparación con sus apariciones públicas. En 1929, el arquitecto Franklin Abbott diseñó la primera modificación del edificio. Según los documentos de la ciudad, los detalles neoclásicos y las ventanas de arco redondo de la planta baja se instalaron en la fachada en este momento. El sótano se extendió hacia el este y el jardín estaba rodeado por un muro. El LPC indica que la entrada de servicio, así como el dosel de metal frente a la entrada, probablemente se agregaron en este momento. The New York Times caracterizó esto como una alteración "más modesta" que otras que se realizaron en Beekman Place en la misma época.
En el censo de Estados Unidos de 1930, Cornell y McClintic vivían con un mayordomo, un cocinero y probablemente un inquilino. La pareja tenía tres residencias en la década de 1940: su casa adosada en Beekman Place; una casa de fin de semana en Sneden's Landing en el río Hudson en Palisades; y una casa de vacaciones en Martha's Vineyard. Su apartamento de Beekman Place se utilizó para al menos algunos eventos organizados, incluida una visita en 1941 de un club de jardinería. Según un invitado durante esa década, Cornell vivía en el tercer piso y McClintic en el cuarto. Cornell y McClintic se mudaron a su casa de Palisades en 1951 y vendieron las casas adosadas de Beekman Place dos años después. Georgia M. Williams vendió el edificio a un comprador desconocido en mayo de 1955. Al año siguiente, Philomena Marsciano compró la casa como inversión. Hasta la década de 1960, la residencia de cinco pisos era como las demás de la cuadra, con su base rústica y su marquesina de entrada de metal.

### Residencia Rudolph

#### Trabajo inicial
Paul Rudolph arrendó el apartamento del cuarto piso de Marsciano en 1961, y poco después comenzó a hacer modificaciones en el apartamento. En ese momento, todavía vivía en New Haven y se desempeñaba como jefe de departamento en la Escuela de Arquitectura de Yale. Inicialmente, pudo haber utilizado el apartamento como lugar de trabajo o residencia de fin de semana antes de convertirlo en su residencia principal en 1965. Rudolph también diseñó y abrió su primera oficina en Manhattan en 26 West 58th Street aproximadamente al mismo tiempo. Los cambios iniciales de Rudolph en su apartamento de Beekman Place estaban destinados a maximizar el uso del espacio relativamente pequeño, ya que su unidad solo cubría 74 m².
Su primera serie de renovaciones se completó en 1967, cuando todavía tenía su base en New Haven. Con la finalización de la primera renovación de Rudolph, Barbara Plumb escribió que "el apartamento de un dormitorio puede ser pequeño, pero es probable que su influencia sea enorme" debido a la residencia de Rudolph allí. Rudolph finalmente permaneció en 23 Beekman Place por el resto de su vida. Rudolph abrió una oficina en 54 West 57th Street después de que su oficina de 58th Street fuera demolida en 1968 para dar paso al Solow Building. Fue en la oficina de la calle 57 donde Rudolph planeó más reformas en la casa de Beekman Place. Rudolph continuó modificando los diseños, no estando completamente satisfecho con ellos. En 1975, el escritor de arquitectura Robert A. M. Stern dijo que el apartamento de Rudolph se había convertido en "una composición notable de casas flotantes y unidades con espejos". Rudolph escribió en 1978 que su primer diseño del interior fue conceptual, siendo "nunca más que una serie de bocetos, o estudios, para otros proyectos".

#### Nuevas renovaciones

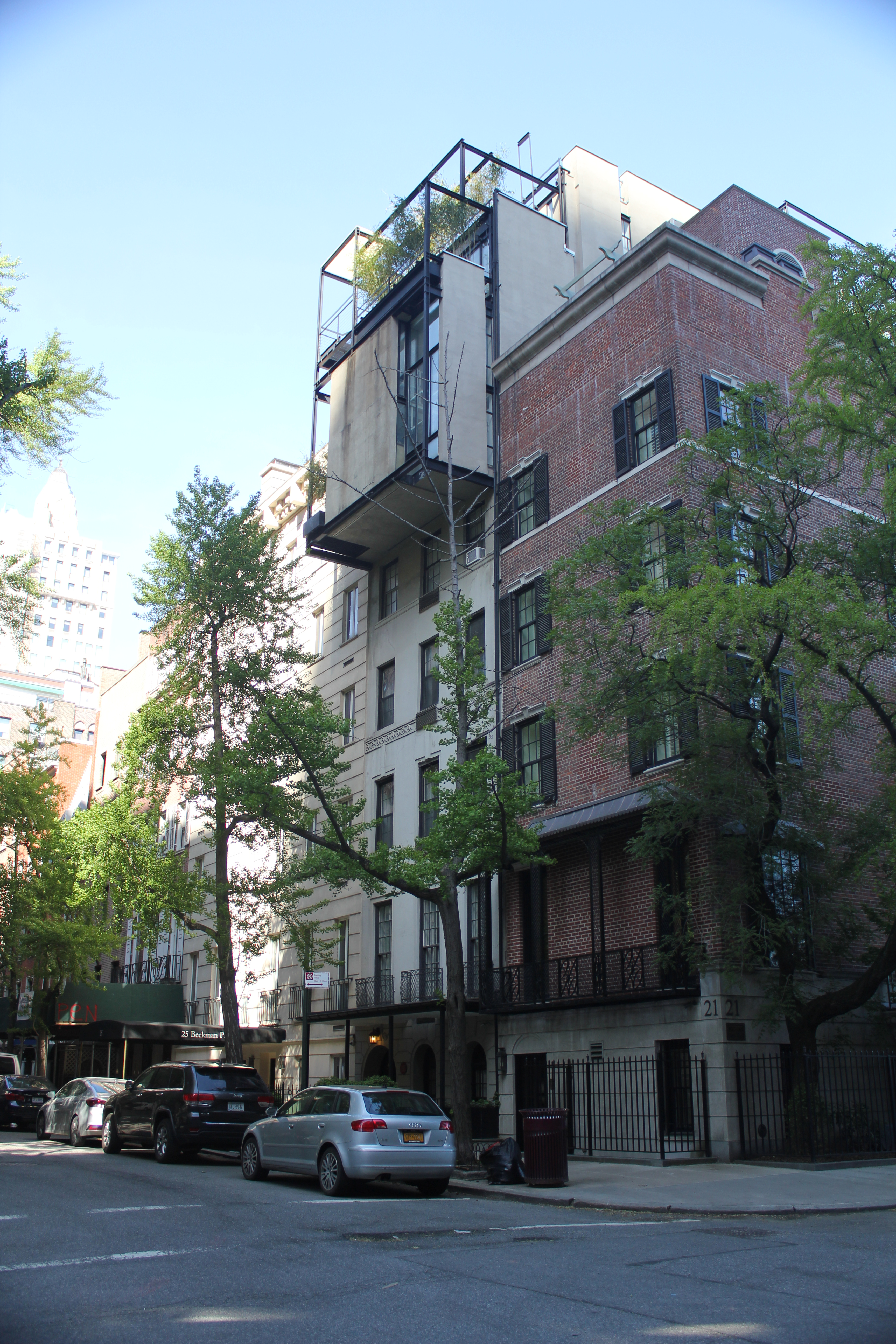
Visto desde la calle 50

En medio de un mercado inmobiliario débil en Manhattan, Rudolph compró 23 Beekman Place en octubre de 1976 por 300 000 dólares. Posteriormente, Rudolph presentó planes para una alteración, cuyo costo se proyectaba en 120.000 dólares. El Departamento de Edificios de Nueva York (DOB) rechazó sus planes en julio de 1976. Las áreas del segundo al cuarto piso aumentarían en un 25 por ciento, más de lo permitido por las regulaciones de zonificación. En febrero de 1977, la propuesta se presentó a la Junta de Normas y Apelaciones de Nueva York (BSA), que tenía autoridad para anular los límites legislativos. Después de la audiencia, la BSA aprobó los planos y el Departamento de Edificios otorgó un permiso en junio de 1977. Donald Luckenbill, un arquitecto de la firma de Rudolph, diseñó las renovaciones, mientras que Marco Martelli fue el contratista general y Vincent J. DeSimone fue el ingeniero estructural.
La renovación implicó la destrucción de la pared trasera y la instalación de una nueva fachada de acero y vidrio, que se extendía hasta 5,3 m allá de la línea de lote anterior. Se construyó y diseñó un nuevo ático para soportar una serie de terrazas y anexos. Rudolph había propuesto una piscina en la azotea, así como algunas habitaciones sin ventanas, pero el DOB y BSA rechazaron esas ideas. Los contratistas primero repararon las paredes de ladrillo en pie que se habían considerado inseguras. Después de eso, el ático se construyó a partir de finales de 1977 y continuó hasta el año siguiente. Casi todo el trabajo interior de los apartamentos alquilables se terminó a fines de 1978, y todos los materiales necesarios para el ático se elevaron al quinto piso. Durante 1979 y 1980, el DOB emitió certificados de ocupación provisionales, y el certificado de ocupación permanente se emitió en enero de 1982. Después de las renovaciones, el edificio contaba con cinco unidades residenciales: cuatro en la base y un ático. Rudolph continuó modificando los interiores por el resto de su vida. Algunos escritores atribuyeron el ático como terminado en una fecha posterior, como Michael Sorkin, quien citó la obra como terminada en 1988.
Cuando se completó el ático, muchos de los vecinos de Rudolph desaprobaron las adiciones. Un vecino comparó el ático con "un asalto como una violación", ya otros les preocupaba que sus vistas del East River fueran bloqueadas. De las quejas de los vecinos, el crítico de arquitectura Paul Goldberger escribió que los edificios de Beekman Place fueron diseñados en una variedad de estilos, que dijo que los vecinos no habían tenido en cuenta. La recepción arquitectónica de la casa fue mixta. Goldberger, escribiendo para The New York Times en 1979, describió la casa como indicativa de "las fortalezas y debilidades del Sr. Rudolph", elogiando la disposición estética pero escribiendo que entraba en conflicto con el diseño de los edificios circundantes. En el mismo periódico de 1997, Joseph Giovannini calificó la casa como "lo mejor que le pudo haber pasado al enclave bastante escabechado". Sorkin, que escribió para House & Garden en 1989, lo llamó "fácilmente una de las piezas más asombrosas de la arquitectura doméstica urbana moderna" creada en los Estados Unidos.
Rudolph continuó trabajando y viviendo en 23 Beekman Place hasta su muerte en 1997. Antes de morir, Rudolph había estado discutiendo la posibilidad de que una organización sin fines de lucro se hiciera cargo del edificio y mantuviera sus características interiores, pero no pudo hacerlo. En consecuencia, la casa se puso a la venta por 6,25 millones de dólares y el agente inmobiliario Sotheby's colocó anuncios en el sudeste asiático, donde Rudolph había estado activo al final de su vida. Las ganancias de la venta se donarían a la Biblioteca del Congreso, que tenía casi 1500 representaciones para la casa. Mientras tanto, el espacio vacío se utilizó para sesiones fotográficas de moda. A finales de 1998, el precio de venta se había reducido a 5,65 millones de dólares. Los críticos y conservacionistas expresaron su preocupación de que la casa pudiera ser demolida. En ese momento, dado que la casa no fue designada como un hito de la ciudad, un comprador teóricamente podría realizar cualquier alteración en el interior. Sotheby's recibió "seis u ocho" ofertas, muchas de las cuales renegaron al enterarse de los costos de restauración. Entre los interesados en comprar la casa se encontraba Joseph Holtzman, editor de la revista Nest.

### sigloXXI

#### Propiedad de Boyd

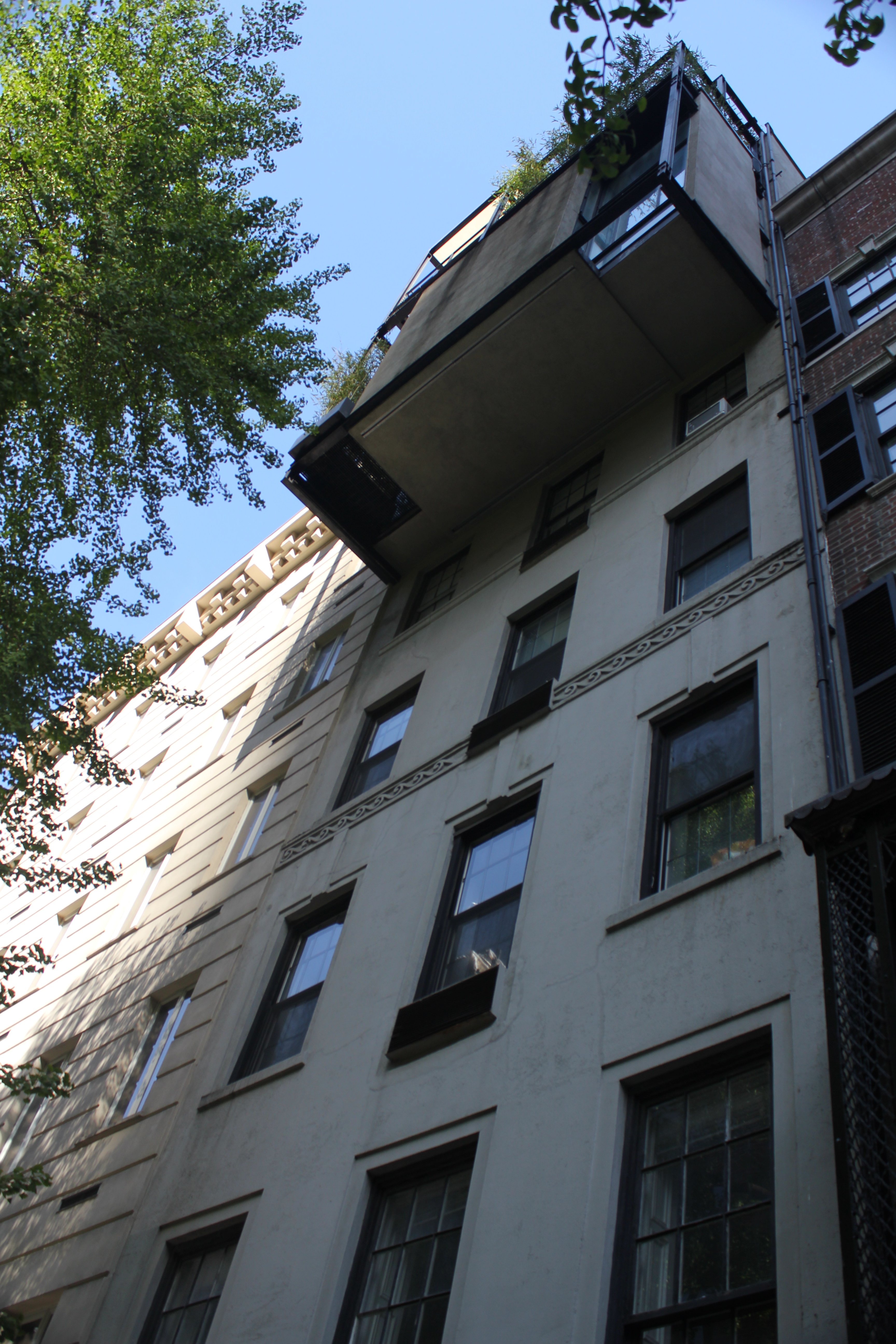
Mirando hacia arriba desde el nivel de la acera

La propiedad de Rudolph vendió la casa en mayo de 2000 por 5,5 millones de dólares a Gabrielle y Michael Boyd, historiadores de la arquitectura de California que se mudaron al espacio con sus dos hijos pequeños. La familia Boyd expresó su agradecimiento por el trabajo de Rudolph y prometió restaurar el interior para que coincida con su intención lo más fielmente posible. Al año siguiente, los Boyds renovaron el edificio para convertir los apartamentos en una unidad unifamiliar. Las tres unidades dúplex, que Rudolph había cambiado menos en comparación con el ático, se combinaron en la residencia de la familia Boyd.
La renovación se realizó en conjunto con Thomas Stephens. La familia Boyd cubrió las bañeras y lavabos translúcidos, agregó una pared y eliminó el pequeño ascensor del ático. Los Boyd querían comprar los muebles de Rudolph de su propiedad, que había renegado y vendió los muebles. Como resultado, la familia trajo varios muebles de diferentes arquitectos y artistas. También instalaron su colección de arte en toda la casa. Los Boyds modificaron parcialmente las escaleras con barandas de acrílico esmerilado y quitaron las tiras de laminado cromado de las vigas y columnas. El cuarto piso se convirtió en una sala de juegos. Una unidad dúplex se usó para la biblioteca de los Boyds, otra unidad dúplex se convirtió en un área de asientos y una tercera unidad con techos altos se convirtió en un estudio de grabación. Las renovaciones se llevaron a cabo en gran medida de cerca al ideal de diseño de Rudolph, y se conservaron detalles como los estantes blancos de la cocina.
La propiedad vecina al sur, en 21 Beekman Place, fue comprada por el empresario de Florida William R. Rupp en junio de 2001. Poco después, Michael Boyd se involucró en una disputa con Rupp, inicialmente por la necesidad de que los Boyds desmantelaran un aire acondicionado fuera del número 23 para su construcción en el número 21. Rupp erigió un muro de ladrillos entre el 21 y el 23 de Beekman Place en agosto de 2001, bloqueando algunas ventanas del tercer al quinto piso, lo que llevó a los Boyds a presentar una queja ante el gobierno de la ciudad. Para noviembre de 2001, los Boyds habían puesto el edificio a la venta por 10,5 millones de dólares, con planes de regresar a California. Mientras tanto, la disputa con Rupp se volvió amarga; Michael Boyd recordó que su esposa roció agua sobre los trabajadores de Rupp, lo que llevó a Rupp a llamar a la policía y acusarlos de arrojar ladrillos. Michael Boyd también afirmó que Rupp estaba tirando heces de perro en el patio trasero de su familia, lo que el ejecutivo de Douglas Elliman, Jan Hashey, corroboró cuando vendía la casa para los Boyds.

#### Propiedad de Ruppert LLC
En enero de 2003, el ejecutivo de videoconferencia Steven Campus compró la casa por 6,3 millones de dólares. Según los registros del DOB, la escritura se entregó oficialmente a una entidad llamada Ruppert LLC.  Campus comenzó a planificar una renovación de la casa para convertir la unidad del ático en un espacio utilizable y preservar algunas de sus características de diseño. Este trabajo requirió reemplazar el acero oxidado y remediar los daños causados por el agua, lo que implicó pasar por la casa de Rupp. Los arquitectos Andrew Bernheimer y Jared Della Valle recibieron el encargo de renovar el ático. La renovación se completó en 2006. Las renovaciones del interior fueron controvertidas, con algunos críticos hablando en contra de las modificaciones. Por el contrario, algunas de las renovaciones se realizaron con fines prácticos, como el aire acondicionado y el sistema de rociadores. Della Valle y Bernheimer recibieron premios por su trabajo en el apartamento y, en un artículo de la revista New York en 2006, se refirieron al apartamento como un "laboratorio para su diseñador".
Las renovaciones también habían encontrado problemas debido a la continua disputa con Rupp. Campus alegó que en 2003, Rupp se había negado repetidamente a permitir que los trabajadores tuvieran acceso a la propiedad, luego asustó a los trabajadores con su perro y finalmente extendió la pared de ladrillos hasta que llegó al techo del ático. Esto llevó a Campus a presentar una demanda en la Corte Suprema de Nueva York en diciembre de 2004, alegando que el muro no solo estaba unido a su propiedad de una manera estructuralmente insegura, sino que también existía solo para bloquear la vista de Campus. Aunque el DOB multó a Rupp, el muro persistió durante varios años más. El tribunal falló a favor de Rupp en abril de 2007, pero Rupp murió poco después, justo cuando Campus apelaba la decisión. La finca Rupp puso a la venta el número 21 y presentó planos en junio de 2008 para desmontar el muro contiguo al número 23, que el DOB aprobó en octubre. El muro entre el número 21 y el número 23 fue posteriormente desmontado en 2009.
El LPC votó para designar el edificio en 23 Beekman Place como un hito de la ciudad el 16 de noviembre de 2010. La decisión de LPC de designar la casa como un hito fue influenciada en gran medida por las adiciones de Rudolph a la estructura. La casa se puso a la venta por 27,5 millones de dólares en 2012. En ese momento, las cuatro unidades estaban ocupadas, pero sus contratos de arrendamiento estaban programados para expirar el próximo año. Al año siguiente, el precio de venta se redujo a 22,5 millones de dólares, incluso cuando se firmó un contrato de arrendamiento para la unidad del ático. Las otras tres unidades estaban ocupadas en ese momento. El edificio se puso nuevamente a la venta en abril de 2017 por 19.5 millones de dólares, y su ático estuvo disponible para arrendamiento en agosto por 14 500 al mes. El propietario anunció la casa en venta una vez más en 2019 por 18.5 millones de dólares.